# Kanumarathon-Weltmeisterschaften 2017
Die 25. Kanumarathon-Weltmeisterschaften fanden vom 7. bis 10. September 2017 im südafrikanischen Pietermaritzburg statt. Der austragende Verband war die ICF.
Die Länge der Strecke betrug je nach Wettbewerb 19 km, 26,2 km oder 29,8 km.
Es wurden vier Wettbewerbe für Männer und drei Wettbewerbe für Frauen ausgetragen.

## Medaillengewinner

### Herren

#### Canadier
| Disziplin | Gold                           | Zeit         | Silber                          | Zeit         | Bronze                                            | Zeit         |
| --------- | ------------------------------ | ------------ | ------------------------------- | ------------ | ------------------------------------------------- | ------------ |
| C1        | Ungarn Marton Köver            | 2:10:03,63 h | Spanien Manuel Garrido          | 2:12:44,28 h | Spanien Manuel Antonio Campos                     | 2:15:27,46 h |
| C2        | Ungarn Marton Köver Adam Docze | 1:59:58,63 h | Spanien Oscar Grana Ramón Ferro | 2:00:13,05 h | Spanien Manuel Antonio Campos Jose Manuel Sanchez | 2:01:47,13 h |

#### Kajak
| Disziplin | Gold                                 | Zeit         | Silber                           | Zeit         | Bronze                                           | Zeit         |
| --------- | ------------------------------------ | ------------ | -------------------------------- | ------------ | ------------------------------------------------ | ------------ |
| K1        | Südafrika Hank Mcgregor              | 2:09:37,91 h | Südafrika Andrew Birkett         | 2:09:38,83 h | Ungarn Adrián Boros                              | 2:09:39,41 h |
| K2        | Südafrika Hank Mcgregor Jasper Mocke | 2:00:10,15 h | Ungarn Adrián Boros László Solti | 2:00:11,46 h | Südafrika Andrew Birkett Jean van der Westhuizen | 2:00:11,70 h |

### Damen

#### Canadier
| Disziplin | Gold                   | Zeit         | Silber                 | Zeit         | Bronze                 | Zeit         |
| --------- | ---------------------- | ------------ | ---------------------- | ------------ | ---------------------- | ------------ |
| C1        | Ukraine Ljudmyla Babak | 1:48:00,94 h | Ungarn Zsanett Lakatos | 1:51:20,93 h | Tschechien Jana Ježová | 1:56:30,01 h |

#### Kajak
| Disziplin | Gold                                | Zeit         | Silber                            | Zeit         | Bronze                                                   | Zeit         |
| --------- | ----------------------------------- | ------------ | --------------------------------- | ------------ | -------------------------------------------------------- | ------------ |
| K1        | Vereinigtes Königreich Lani Belcher | 2:05:09,65 h | Ungarn Vanda Kiszli               | 2:05:15,07 h | Irland Jennifer Egan                                     | 2:05:43,81 h |
| K2        | Ungarn Sára Mihalik Vanda Kiszli    | 1:56:29,62 h | Ungarn Renáta Csay Alexandra Bara | 1:56:42,90 h | Vereinigtes Königreich Lani Belcher Mason Hayleigh-Jayne | 1:56:44,12 h |

## Medaillenspiegel
| Rang   | Nation                 | Gold | Silber | Bronze | Gesamt |
| ------ | ---------------------- | ---- | ------ | ------ | ------ |
| 1      | Ungarn                 | 3    | 4      | 1      | 8      |
| 2      | Südafrika              | 2    | 1      | 1      | 4      |
| 3      | Vereinigtes Königreich | 1    | 0      | 1      | 2      |
| 4      | Ukraine                | 1    | 0      | 0      | 1      |
| 5      | Spanien                | 0    | 2      | 2      | 4      |
| 6      | Tschechien             | 0    | 0      | 1      | 1      |
| 6      | Irland                 | 0    | 0      | 1      | 1      |
| Gesamt | Gesamt                 | 7    | 7      | 7      | 21     |